# Trirhithrum bicinctum
Trirhithrum bicinctum är en tvåvingeart som först beskrevs av Günther Enderlein 1920.  Trirhithrum bicinctum ingår i släktet Trirhithrum och familjen borrflugor.
Artens utbredningsområde är Ghana. Inga underarter finns listade i Catalogue of Life.